# 밀양 명례리 명례성당
밀양 명례리 명례성당(密陽 明禮里 明禮聖堂)은 대한민국 경상남도 밀양시 하남읍에 있는 일제강점기의 성당이다. 2011년 2월 24일 경상남도의 문화재자료 제526호로 지정되었다.

## 개요
명례성당은 1897년 순교자 신석복 마르코(1828~1866년)의 출생지 바로 옆에 서 있는 성당으로 경남지역에서 가장 일찍 설립된 천주교회 본당이다. 신석복은 1828년에 명례리 1209년에 출생한 소금장수였는데 1866년 병인박해 때 김해 가산에서 붙잡혀 대구감영에서 순교했다. 순교할 때 “나를 놓아준다 해도 다시 천주교를 봉행할 것이다.”라는 말을 남겼다. 그의 유해는 지금 강 건너 진영 천주교 묘지에 봉안되어 있다.
명례 본당의 초대 주임이었던 강성삼 신부(1866~1903년)는 김대건 신부와 최양업 신부에 이어 한국의 세 번째 신부이다. 1926년에 명례에 부임한 권영조 신부는 1928년에 기와지붕의 성전을 봉헌하였는데 안타깝게도 그 건물은 1936년 태풍으로 전파되고 주춧돌만 남아 있다. 현재의 건물은 1938년에 파괴된 성당의 잔해를 사용하여 축소 복원한 것이다. 본당은 낙동강 하류역의 좌안에 독립구릉 남사면부에 남향하여 자리잡고 있다.
당시의 명례성당이 입지한 수산은 낙동강과 인접하여 수운과 육로가 발달한 곳이었다. 정면 5칸, 측면 2칸이며 홑처마 우진각지붕이다. 정면에 어칸(중앙칸)에 현관을 두고 별도의 박공지붕을 부가하여 전체적인 평면은 T자형이다. 평면구성은 좌측부터 제의실 1칸, 경당 4칸으로 구성되어 있다. 좌측에 제대를 두고 내부에는 나무기둥과 인방으로 남녀의 사용공간을 구분하였고 출입구도 남녀 따로 두었다. 공포 양식은 도리만 있는 민도리집이며 상부가구는 도리가 3개 있는 3량가이다. 바닥은 장마루널로 마감되어 있다.

## 지정 사유
명례성당은 전통적인 고급건축방식이 아닌 민속건축적 요소에 일식건축 요소가 가미된 건물로서 근대기의 과도기적 영향이 강하게 남아있는 문화유산이며, 종교사적 의미는 물론 지역의 역사성과 근대건축사적으로도 보존가치가 크다.

## 참고 자료
- 밀양 명례리 명례성당 - 국가유산청 국가유산포털